# Schlacht von Kerbela
In der Schlacht von Kerbela, die am 10. Oktober 680 beim zentralirakischen Kerbela stattfand, wurde der Prophetenenkel Hussein getötet.
Mit dieser Schlacht war die schiitische Hoffnung, ihren dritten Imam anstelle von Yazid I. als Kalifen, als Oberhaupt der islamischen Gemeinde, einzusetzen, gescheitert. In der islamischen Geschichte nach der Schia steht die Schlacht von Kerbela symbolisch für den Kampf zwischen „Gut und Böse“ – „Unterdrückte gegen Unterdrücker“ – und gilt als einer der tragischsten Vorfälle für die Schiiten. Da viele Anhänger Husseins zum Zeitpunkt der Schlacht nicht mehr zu Hussein hielten und von ihm abfielen – aus Angst vor der Übermacht der Truppen Yazids – wurden Hussein und sein Heer vernichtend geschlagen. Von schiitischer Seite wird berichtet, dass das Truppenverhältnis in dieser Schlacht 10.000 zu 72 zu Ungunsten Husseins gewesen sei.
Schiiten und Aleviten gedenken dieser Schlacht während des alljährlichen Aschura-Tages (am 10. Tag des Monats Muharram), bei dem sie durch viele Rituale symbolischer Trauer den Abfall der Anhänger Husseins von dessen Seite beklagen und beweinen.

## Vorgeschichte
Nach der Tötung des dritten Kalifen Uthman ibn Affan wurde Ali ibn Abi Taleb der vierte Kalif. Da er einige Privilegien für einige Gefährten von Mohammed, welche die früheren Kalifen eingeführt hatten, wieder abschaffte, und unter anderem Muawiya als Gouverneur von Damaskus wegen dessen Korruption und Tyrannei entlassen hatte, wurden innerislamische Kriege geführt. Beispielsweise da Muawiya sich weigerte seine Stellung aufzugeben, kam es zur Schlacht von Siffin. Nach dem Attentat auf Ali und dessen ein bis zwei Tage darauf eingetretenem Tod im Jahre 661 bestand Muawiya weiterhin auf das Kalifat und wollte es auf keinen Fall an Alis Sohn Hasan ibn Ali abtreten. Muawiya brach mit seinen Truppen nach Irak auf, um Hasan anzugreifen. Hasan gab seinen Heerführern die Anweisung zum Aufmarschieren, aber ihm schlossen sich nur wenige an und die, die sich ihm anschlossen, hatten unterschiedliche Interessen. Gleichzeitig mobilisierten die byzantinischen Herrscher ihre Truppen, weil sie eine gute Gelegenheit sahen, den aufstrebenden Islam zu vernichten. Hasan verhinderte dies und schloss einen Friedensvertrag mit Muawiya. Muawiya bestach Hasans Ehefrau, sodass sie ihren Ehemann vergiftet haben soll und Hasan im Jahre 670 daraufhin starb. Hasans Bruder Husain ibn Ali wurde sein Nachfolger und damit dritter Imam der Schiiten. Im Jahr 680 starb Muawiya. Entgegen der Vereinbarung im Friedensvertrag führte Muawiya die Erbmonarchie ein, setzte seinen Sohn Yazid I. als seinen Nachfolger ein und begründete damit die Dynastie der Umayyaden.
Sobald Yazid Kalif wurde, sandte er einen Brief an den damaligen Gouverneur von Medina, in dem er ihn aufforderte, den Treueid von Husain einzufordern. Er soll dies gemacht haben, damit ihn niemand beschuldigen konnte, das Kalifat unrechtmäßig übernommen zu haben. Husain verließ mit seinen Gefährten, darunter Frauen, Kinder und ältere Menschen, die Stadt in Richtung Mekka zur Pilgerfahrt, um unnötiges Blutvergießen zu vermeiden. Er soll Yazid die Treue verweigert haben, weil dies die Billigung seiner Taten und seines Lebensstils bedeutet hätte und weil damit der Islam vernichtet wäre. Die Menschen von Kufa hatten von den Geschehnissen in Medina gehört und sandten zahlreiche Briefe an Husain, die ihn nach Kufa einluden und ihm Treue versprachen. Husain brach mit seiner Karawane nach Kufa auf, schrieb einen Brief an die Bürger Kufas und sandte diesen Muslim ibn Aqil als seinen Botschafter vorab. Muslim ibn Aqil reiste mit seinen beiden Söhnen, um seine friedliche Absichten zu unterstreichen, und wurde in Kufa mit großer Gastfreundschaft empfangen. Mehr als 18.000 Kufiten sollen vor Muslim ibn Aqil den Treueid für Husain geschworen haben und Muslim ibn Aqil benachrichtigte Husain, dass die Mehrheit hinter ihm stehe und er nach Kufa kommen solle.

## Ablauf der Schlacht

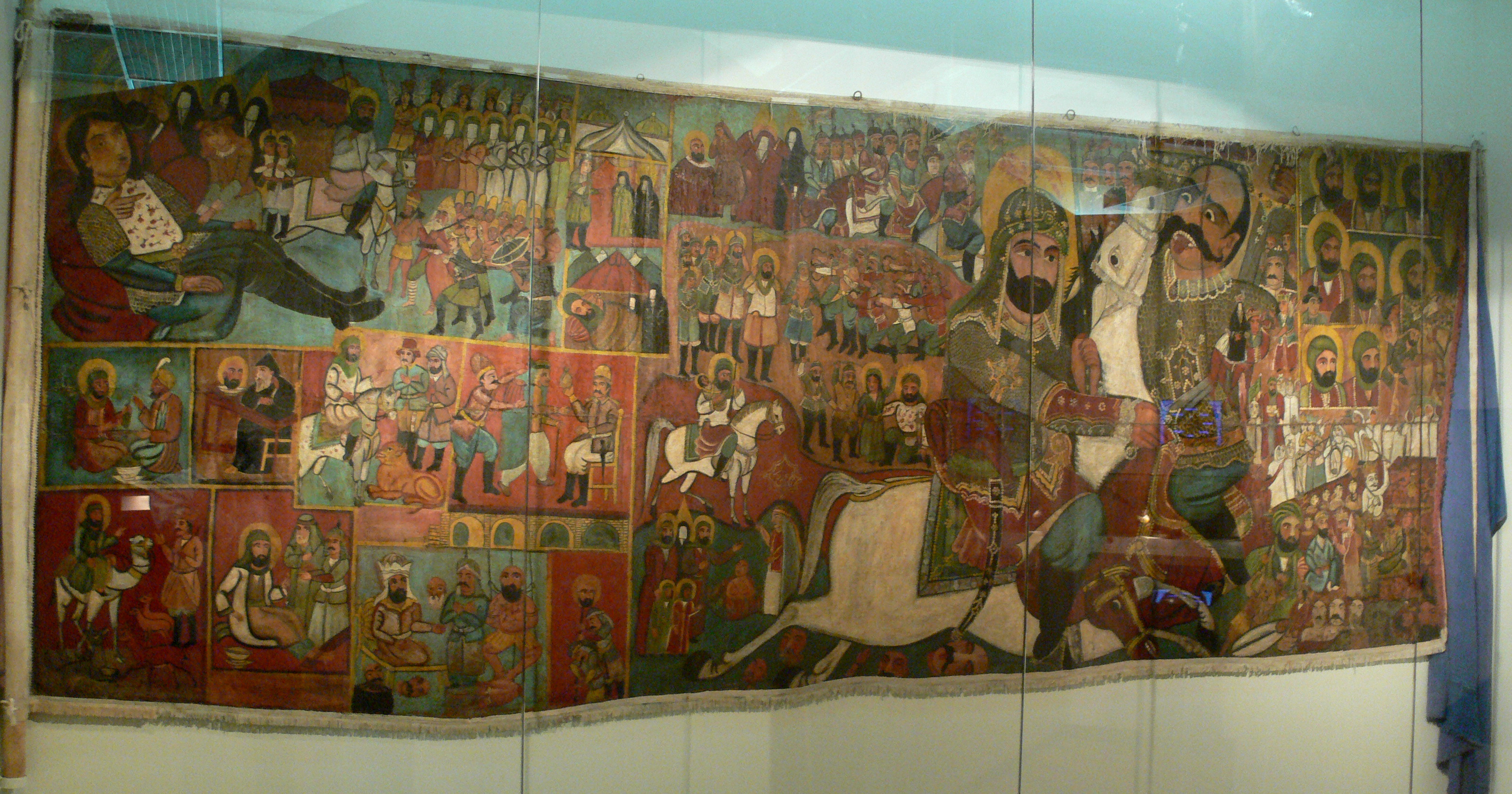
Tropenmuseum Amsterdam, „Battle of Karbala“, Iranisches Gemälde, Öl auf Leinwand, 19. Jh.

Im Herbst 680 marschierte Hussein mit einem kleinen Heer von Mekka aus in Richtung Kufa in Mesopotamien, woraufhin auch Yazid in Damaskus mit einem Heer aufbrach. Hussein wähnte sich dabei der Unterstützung der mesopotamischen Bevölkerung sicher; in Mekka hatten ihn zahlreiche Briefe und Boten aus Kufa erreicht, die ihm berichtet hatten, die Situation sei günstig und Tausende von Anhängern in Mesopotamien seien bereit, sich unter seiner Führung gegen Yazid zu erheben. Husseins Vetter Muslim ibn Aqeel, den er daraufhin nach Kufa vorausgesandt hatte, hatte ihm diese Einschätzung bestätigt. Daher verließ Hussein Mekka im September, nur von seiner Familie und einer kleinen Schar Anhänger begleitet, und machte sich auf den Weg nach Mesopotamien.
Als Hussein dort eintraf, hatte sich die Situation allerdings gewandelt. Der dortige umayyadische Herrscher Ubaid Allah Ibn Ziyad war in Kufa eingerückt und ließ nun die Spitze der Revolte, darunter Husseins Vetter Muslim ibn Aqeel, hinrichten. Die erhofften Mitstreiter für das Heer Husseins ließen daraufhin auf sich warten.
Bald gelang es den umayyadischen Truppen, Husseins Zug den Weg nach Kufa abzuschneiden, so dass Hussein bei Kerbela festsaß. Verhandlungen über eine Kapitulation scheiterten, Hussein und seine Leute waren durch die umayyadischen Truppen vom Euphrat getrennt und litten tagelang schweren Durst.
Einen Tag vorher sagte Hussein ibn Ali zu seinen übriggebliebenen Soldaten, es wäre besser, wenn sie um Mitternacht gehen würden; sie seien von ihm nun frei. Sie würden alle morgen sterben und wenn sie heute gingen, dann würden sie noch weiter leben. Doch den Soldaten, so wird berichtet, ging es nicht ums Überleben, sondern um die Treue und um den Glauben. Sie blieben schließlich alle bei ihm. Noch vor Beginn der Schlacht – so die Berichte –, kam Hurr ibn Yazid, ein Anführer der umayyadischen Truppen, zu Hussein und bat ihn um Verzeihung, dass er ihm den Weg abgeschnitten habe; Hussein verzieh ihm.
Am 10. Muharram 61 nach islamischem Kalender (10. Oktober 680 des Julianischen Kalenders) kam es zur Schlacht. In der Schlacht wurden alle Anhänger Husseins getötet. Die Frauen und Kinder wurden gefangen genommen und nach Damaskus gebracht. Die Toten wurden an Ort und Stelle begraben, wo heute die Schreine von Kerbela stehen. Hussein stürzte sich laut schiitischer Lehre mit dem Koran in der einen und dem Schwert in der anderen Hand in eine aussichtslose Schlacht, in der er sowie alle Mitstreiter blutig niedergemetzelt wurden. Husseins Kopf wurde, so wird berichtet, erst nach Kufa zum Herrscher gebracht, anschließend in der Umayyaden-Moschee in Damaskus bestattet. Einer anderen Überlieferung zufolge brachte man ihn später aus Askalon nach Kairo in Sicherheit.
Abū Michnaf († 774), der aus Kufa stammte, war der erste, der die mündlichen Überlieferungen über das Geschehen sammelte und aufzeichnete.

## Bedeutung der Schlacht für Schiiten
Bis heute gilt die Schlacht als eines der zentralen Ereignisse in der frühen Geschichte des Islam für Schiiten. Die heroischen Taten und jeweils folgenden Märtyrertode jedes einzelnen Mitgliedes der Gruppe um Hussein sind ebenso Gegenstand der Erzählungen jener Schlacht wie die dämonisierende Darstellung der Grausamkeiten der Gegner und die Leiden der zu unschuldigen Opfern stilisierten Kinder und Frauen der Gruppe um Hussein. Die in diesem Narrativ erinnerte Schlacht wird so nicht nur zum politisch-formativen Moment der schiitischen Glaubenslehre im Islam, sondern definiert einerseits den theologischen Ursprung des schiitischen Märtyrerethos und bietet den Gläubigen andererseits einen bis heute wirksamen Normenkatalog des Heroischen an. Es kann daher in heutigen schiitischen Gemeinschaften vom „Kerbalaparadigma“ gesprochen werden, dem auch in der Gegenwart ein hohes politisches Potenzial zugestanden werden muss.

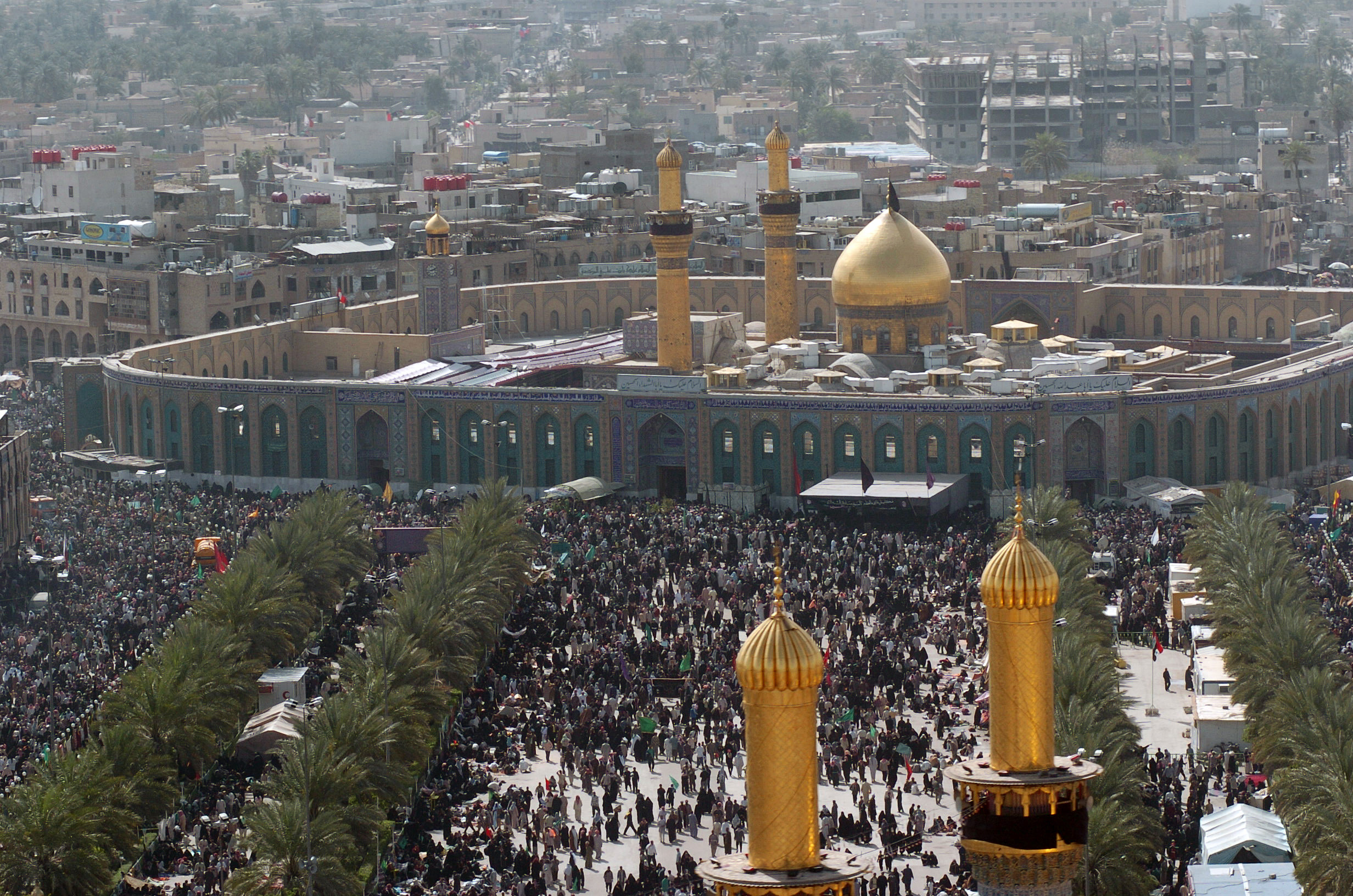
Der Imam-Husain-Schrein in Kerbela, Irak

Der aussichtslose Kampf Husseins gegen einen übermächtigen Gegner hat weithin Einfluss auf die später entwickelte schiitische Ideologie genommen; Schiiten haben das Konzept des religiösen Märtyrers mehr als die Sunniten weiterentwickelt und verklärt. Aus dem aussichtslosen Kampf Husseins leiten sich heute außerdem zahlreiche Dschihad-Verständnisse schiitischer Milizen und radikaler Gruppen ab – das Martyrium, der Tod im Namen der Religion in einem aussichtslosen Kampf gegen einen übermächtigen Feind wird vielerorts auch mit dem Kampf der Palästinenser/Libanesen gegen Israel oder des Iran gegen die USA gleichgesetzt. Ajatollah Chomeinis Anhänger jagten den iranischen Schah 1979 mit lautem „Yazid!“-Geschrei aus dem Land. Gleichzeitig entwickelte sich das Konzept des äußeren Dschihad zu einem politischen Begriff, der den Kampf gegen einen muslimischen, jedoch ungerechten Herrscher fordert. Die Internationalisierung dieser Definition, ihre Anwendung auf nicht-muslimische Feinde, wurde erst unter Denkern wie Abdallah Azzam Ende des 20. Jahrhunderts vorangetragen.